# Minardi M188
Chronologie des modèles (1988-1989)
Minardi M187 Minardi M189
La Minardi M188 est la monoplace de Formule 1 engagée par la Scuderia Minardi dans le cadre du championnat du monde de Formule 1 1988. Elle est pilotée par l'Espagnol Adrián Campos, remplacé par l'Italien Pierluigi Martini, et l'Espagnol Luis Pérez-Sala. Mue par un moteur V8 Ford-Cosworth DFZ, elle est chaussée de pneumatiques Goodyear.
La M188 est également engagée dans une version B pour les trois premières manches du championnat du monde de Formule 1 1989, le temps que la Minardi M189 soit mise au point ; elle est confiée à Martini et Pérez-Sala. Elle est alors équipée de pneumatiques Pirelli.

## Historique

### Saison 1988
Après un début de saison 1988 lors duquel Adrián Campos, régulièrement non-qualifié en course, est largement dominé par Luis Pérez-Sala, Giancarlo Minardi le remplace par l'Italien Pierluigi Martini à partir du Grand Prix de Détroit. Lois, le commanditaire principal de l'écurie et de Campos, préfère alors investir dans la carrière de Pérez-Sala, tandis que Martini apporte le soutien du cigarettier Camel.
Lors de la manche américaine, Martini, qui fait son retour au sein de la Scuderia Minardi après trois ans d'absences, réussit la meilleure performance de la saison pour la petite écurie italienne : élancé depuis la seizième place sur la grille de départ, l'Italien termine sixième, marquant ainsi le premier point de l'histoire de Minardi en Formule 1 depuis son arrivée en 1985,.
À l'issue de la saison, Minardi se classe dixième du championnat du monde des constructeurs avec un point, marqué par Pierluigi Martini, dix-septième du championnat du monde des pilotes.

### Saison 1989
Le temps que la Minardi M189 soit opérationnelle, la M188B, qui n'est qu'une version adaptée à la réglementation en vigueur de la M188, est engagée pour les trois premières manches du championnat du monde de Formule 1 1989. À son volant, Pierluigi Martini et Luis Pérez-Sala abandonnent systématiquement, le plus souvent en raison de problèmes de fiabilité dus au moteur V8 Ford-Cosworth DFZ. La M189 est introduite à partir du Grand Prix du Mexique.

## Minardi M188 Subaru
En 1989, le constructeur japonais Subaru, désireux d'intégrer la Formule 1 en tant que motoriste, acquiert un moteur équipé de douze cylindres à plat, développé par Motori Moderni, dont le patron, Carlo Chiti, demande à Minardi de le tester. L'écurie italienne adapte alors sa M188 à ce nouveau bloc et conçoit une boîte de vitesses transversale. Subaru finance l'intégralité des tests, menés par Paolo Barilla, Gianni Morbidelli et Pierluigi Martini sur le circuit de Misano, à partir de mai 1989. Néanmoins au bout de sept séances d'essais, Minardi, déçue par les faibles performances du moteur Subaru, qui affiche un surpoids de 112 kilogrammes par rapport au moteur Ford-Cosworth DFZ, met fin à ces tests,.

## Engagement hors-championnat du monde
En décembre 1988, la Minardi M188 est engagée au Trofeo Indoor di Formula 1, une épreuve d'exhibition organisée en marge du Motor Show de Bologne, une exposition internationale reconnue par l'Organisation internationale des constructeurs automobiles qui se tient dans les salons de la foire de Bologne. Bien que l'épreuve soit baptisée indoor, la piste, d'une longueur de 1 360 mètres, est située à l'extérieur des locaux de l'exposition. Seules des écuries italiennes prennent part à l'édition inaugurale de cette « compétition-spectacle » qui leur permet de se présenter devant leur public national et est un moyen pour les directeurs d'écurie de nouer des contacts avec d'éventuels partenaires financiers pour compléter leur budget pour la saison à venir.
La Scuderia Minardi engage deux monoplaces M188 confiées à ses pilotes titulaires en championnat du monde, Pierluigi Martini et Luis Pérez-Sala, le seul pilote non italien engagé,. Nicola Larini, pilote titulaire chez Osella conduit une FA1L. La Scuderia Italia engage, sur Dallara 188, son titulaire Alex Caffi,. First Racing, la seule écurie qui ne dispute pas le championnat du monde de Formule 1 mais le championnat intercontinental de Formule 3000 confie sa monoplace à Gabriele Tarquini, qui pilotait en Formule 1 pour Coloni. Eurobrun, qui s'est séparée de ses deux pilotes à l'issue de la saison régulière, fait appel à Fabrizio Barbazza, qui n'a encore jamais piloté de monoplace de Formule 1 mais courait en CART aux États-Unis et en Formula Nippon au Japon.
Lors des essais libres du 7 décembre, Luis Pérez-Sala réalise le deuxième temps, en 57 s 17, à trois centièmes de seconde du meilleur temps établi par Alex Caffi, tandis que Pierluigi Martini n'effectue aucun temps, ayant brisé sa suspension. Lors du warm-up (une session d'échauffement) du 8 décembre, à laquelle ne participent que deux pilotes, l'Italien réalise le deuxième temps en 59 s 21, à 73 centièmes de seconde de Caffi. La compétition se tient le 8 décembre, et comporte trois manches. Luis Pérez-Sala remporte la compétition après avoir battu Fabrizio Barbazza et Nicola Larini lors des deux premières manches, puis Alex Caffi en finale. De son côté, Pierluigi Martini s'incline face à Caffi en demi-finales après avoir battu Gabriele Tarquini lors de la première manche,.

## Résultats en championnat du monde de Formule 1
| Saison | Écurie            | Moteur               | Pneumatiques | Pilotes           | Courses | Courses | Courses | Courses | Courses | Courses | Courses | Courses | Courses | Courses | Courses | Courses | Courses | Courses | Courses | Courses | Points inscrits | Classement |
| Saison | Écurie            | Moteur               | Pneumatiques | Pilotes           | 1       | 2       | 3       | 4       | 5       | 6       | 7       | 8       | 9       | 10      | 11      | 12      | 13      | 14      | 15      | 16      | Points inscrits | Classement |
| ------ | ----------------- | -------------------- | ------------ | ----------------- | ------- | ------- | ------- | ------- | ------- | ------- | ------- | ------- | ------- | ------- | ------- | ------- | ------- | ------- | ------- | ------- | --------------- | ---------- |
| 1988   | Lois Minardi Team | Ford-Cosworth DFZ V8 | Goodyear     |                   | BRÉ     | SMR     | MON     | MEX     | CAN     | DET     | FRA     | GBR     | ALL     | HON     | BEL     | ITA     | POR     | ESP     | JAP     | AUS     | 1               | 10e        |
| 1988   | Lois Minardi Team | Ford-Cosworth DFZ V8 | Goodyear     | Adrián Campos     | Abd     | 16e     | Nq      | Nq      | Nq      |         |         |         |         |         |         |         |         |         |         |         | 1               | 10e        |
| 1988   | Lois Minardi Team | Ford-Cosworth DFZ V8 | Goodyear     | Pierluigi Martini |         |         |         |         |         | 6e      | 15e     | 15e     | Nq      | Abd     | Nq      | Abd     | Abd     | Abd     | 13e     | 7e      | 1               | 10e        |
| 1988   | Lois Minardi Team | Ford-Cosworth DFZ V8 | Goodyear     | Luis Pérez-Sala   | Abd     | 11e     | Abd     | 11e     | 13e     | Abd     | Abd     | Abd     | Nq      | 10e     | Abd     | Abd     | 8e      | 12e     | 15e     | Abd     | 1               | 10e        |
| 1989   | Minardi F1 Team   | Ford-Cosworth DFZ V8 | Pirelli      |                   | BRÉ     | SMR     | MON     | MEX     | USA     | CAN     | FRA     | GBR     | ALL     | HON     | BEL     | ITA     | POR     | ESP     | JAP     | AUS     | 6*              | 11e        |
| 1989   | Minardi F1 Team   | Ford-Cosworth DFZ V8 | Pirelli      | Pierluigi Martini | Abd     | Abd     | Abd     |         |         |         |         |         |         |         |         |         |         |         |         |         | 6*              | 11e        |
| 1989   | Minardi F1 Team   | Ford-Cosworth DFZ V8 | Pirelli      | Luis Pérez-Sala   | Abd     | Abd     | Abd     |         |         |         |         |         |         |         |         |         |         |         |         |         | 6*              | 11e        |

Légende : ici 
- * 6 points marqués avec la Minardi M189.

## Résultats duTrofeo Indoor di Formula 1
|  | Quarts de finale | Quarts de finale  | Quarts de finale  |                 |                   | Demi-finales    | Demi-finales | Demi-finales |  |                  | Finale          | Finale | Finale    | Finale |
|  |                  |                   |                   |                 |                   |                 |              |              |  |                  |                 |        |           |        |
|  | Scuderia Italia  | Alex Caffi        | vainqueur         |                 |                   |                 |              |              |  |                  |                 |        |           |        |
|  | Osella           | Nicola Larini     | repêché           |                 |                   |                 |              |              |  |                  |                 |        |           |        |
|  | Osella           | Nicola Larini     | repêché           |                 | Scuderia Italia   | Alex Caffi      | vainqueur    |              |  |                  |                 |        |           |        |
|  |                  |                   |                   |                 | Scuderia Italia   | Alex Caffi      | vainqueur    |              |  |                  |                 |        |           |        |
|  |                  | Scuderia Minardi  | Pierluigi Martini | éliminé         |                   |                 |              |              |  |                  |                 |        |           |        |
|  | Scuderia Minardi | Scuderia Minardi  | Pierluigi Martini | éliminé         | Pierluigi Martini | vainqueur       |              |              |  |                  |                 |        |           |        |
|  | Scuderia Minardi |                   |                   |                 | Pierluigi Martini | vainqueur       |              |              |  |                  |                 |        |           |        |
|  | First Racing     | Gabriele Tarquini | éliminé           |                 |                   |                 |              |              |  |                  |                 |        |           |        |
|  | First Racing     | Gabriele Tarquini | éliminé           |                 |                   |                 |              |              |  | Scuderia Minardi | Luis Pérez-Sala |        | vainqueur |        |
|  |                  |                   |                   |                 |                   |                 |              |              |  | Scuderia Minardi | Luis Pérez-Sala |        | vainqueur |        |
|  |                  | Scuderia Italia   | Alex Caffi        |                 | finaliste         |                 |              |              |  |                  |                 |        |           |        |
|  | Scuderia Minardi | Scuderia Italia   | Alex Caffi        | Luis Pérez-Sala | finaliste         | vainqueur       |              |              |  |                  |                 |        |           |        |
|  | Scuderia Minardi |                   |                   | Luis Pérez-Sala |                   | vainqueur       |              |              |  |                  |                 |        |           |        |
|  | Eurobrun         | Fabrizio Barbazza | éliminé           |                 |                   |                 |              |              |  |                  |                 |        |           |        |
|  | Eurobrun         | Fabrizio Barbazza | éliminé           |                 | Scuderia Minardi  | Luis Pérez-Sala | vainqueur    |              |  |                  |                 |        |           |        |
|  |                  |                   |                   |                 | Scuderia Minardi  | Luis Pérez-Sala | vainqueur    |              |  |                  |                 |        |           |        |
|  |                  |                   | Osella            | Nicola Larini   | éliminé           |                 |              |              |  |                  |                 |        |           |        |
|  |                  |                   |                   | Nicola Larini   | éliminé           |                 |              |              |  |                  |                 |        |           |        |
|  |                  |                   |                   |                 |                   |                 |              |              |  |                  |                 |        |           |        |
|  |                  |                   |                   |                 |                   |                 |              |              |  |                  |                 |        |           |        |